# Ordre sénatorial
L'ordre sénatorial désigne, dans la Rome antique l'ensemble des membres du Sénat et, selon la période envisagée, leurs familles et descendants. Au cours de l'histoire romaine, la définition du groupe social pouvant accéder au Sénat a considérablement varié : d'abord constitué uniquement de patriciens, pères fondateurs de Rome ayant entouré Romulus, il s'ouvre progressivement aux plébéiens à la faveur du conflit des ordres, ou conflit patricio-plébéien, qui permet à ces derniers d'obtenir des magistratures supérieures de rang curule (édilité, préture, consulat). Cet ordre sénatorial est plus spécifiquement formalisé et défini à l'époque augustéenne comme étant constitué par l'ensemble des membres des familles possédant un cens de 1 000 000 de sesterces (les chevaliers ayant eux 400 000 sesterces de cens).
L'élite foncière et aristocratique de la société romaine a ainsi formé dès la fondation de Rome le vivier de la classe gouvernante - relativement fermée et difficile d'accès - de la cité et s'est attribuée un certain nombre de privilèges et fonctions publiques afin de satisfaire aux besoins de l'État. Pour intégrer le Sénat, il fallait observer toute une série de principes de vies examinés à la loupe par les censeurs, magistrats chargés de l'observation des mœurs (cura morum) et du recensement des biens. Parmi ces principes, il y avait le respect de la moralité, le fait de n'avoir aucune activité économique vile (l'artisanat ou le commerce par exemple), de vivre de sa possession foncière, de l'oisiveté récréative (l'otium) permise par cette propriété terrienne. Les censeurs procèdent ainsi à la lectio senatus, permettant de constituer l'album sénatorial, soit la liste des membres de la cité admis au Sénat. Seuls les membres de la première classe censitaire romaine, membre d'une centurie équestre, ayant détenu une première magistrature du rang de la questure, pouvaient prétendre à rentrer au Sénat lors de la réalisation d'un nouvel album, usuellement faite tous les cinq ans. La fusion progressive de l'ordre sénatorial avec la noblesse barbare à la fin de l'Antiquité est une des origines de l'aristocratie médiévale.

## Le Sénat sous la République romaine

### Origines et fonctions principales
Sous la République romaine, les sénateurs ne forment pas à proprement parler un « ordre » juridiquement constitué, comme cela fut par la suite le cas sous l'Empire. Ils ne transmettent pas automatiquement leur statut à leurs enfants, qui ne sont pas garantis d'accéder au Sénat. Les sénateurs ne forment pour autant pas une classe sociale, car ils sont trop peu nombreux (environ 300 puis 600 tout à la fin de la République et au début de l’Empire) et partagent avec les chevaliers l'essentiel des traits économiques et culturels.
Le Sénat est alors avant tout une assemblée aristocratique, dont les membres sont issus de l'élite de la société romaine. Ils sont choisis au sein du sommet de la pyramide économique et sociale de la société romaine (les centuries équestres de la première classe). Rome est alors en effet divisée en classes censitaires, établies dès l'époque royale par Servius Tullius pour organiser l'armée en fonction de critères économiques. En vertu du principe d'« égalité géométrique », la République romaine se vit et se présente comme un régime « timocratique », dans lequel la quantité d'honneurs reçus est conditionnée par le niveau de richesse, qui autorise les membres du populus à participer avec plus ou moins d'importance à la vie politique et militaire de la cité.
Les sénateurs sont donc souvent issus des plus grandes familles de Rome : grands propriétaires terriens, descendants des patriciens, plébéiens enrichis, parfois issus de l'élite des communautés des alliés italiens ayant pu obtenir la citoyenneté romaine (Cicéron par exemple, mais aussi la famille de Pompée le Grand). Ils se réunissent dans la Curie ou dans tout lieu inauguré à l'invitation d'un magistrat supérieur, pour débattre de l'ordre du jour et des lois sur lesquelles émettre un avis, un sénatus-consulte. Ils sont éduqués à l'art oratoire, à la rhétorique, au droit et à la gestion de l’État, car c'est au sein du sénat qu'on recrute les futurs magistrats. On ne peut d'ailleurs devenir sénateur qu'en ayant déjà été magistrat inférieur et en ayant fait son service militaire au sein de la légion romaine ou au sein de la cavalerie de la légion. Les sénateurs participent à la vie politique selon le fonctionnement ritualisé, religieux, public, du sénat de la république romaine. Ils ont des signes distinctifs qui permettent de les identifier dans la rue : le sénateur se reconnaît à la large bande de pourpre cousue sur sa tunique (tunique dite laticlave). Comme notable, il dispose de privilèges lié à son rang, comme les places réservées aux premiers rangs lors des cérémonies, des spectacles et des jeux.

### L'accès au Sénat sous la République
À partir de 313 av. J.-C., par la lex Ovinia, le Sénat est recensé tous les cinq ans par le censeur, qui inscrit le nom de chaque sénateur dans un registre appelé album. Lors de ce recensement, le censeur peut exclure un membre de l’ordre sénatorial, en général pour inconduite morale.
Les conditions d’accès au Sénat ne se formalisent qu'à la fin de la deuxième guerre punique, soit vers -200, lorsque les vides provoqués par la guerre sont comblés par l’incorporation des anciens magistrats. L’appartenance au Sénat romain dépend alors de trois conditions, il fallait :
- exercer ou avoir exercé une magistrature ;
- pour avoir exercé cette magistrature, il fallait avoir été éligible, donc appartenir à la première classe des citoyens, en possédant des biens valant au moins 400 000 sesterces ;
- répondre à des critères d’honorabilité (ne pas avoir mauvaise réputation, ne pas exercer de métier infamant…).

Les sénateurs s’appliquèrent à rester des notables liés à la propriété terrienne. Les sénateurs possédaient des biens fonciers pour l’essentiel ; la loi leur imposait de posséder des terres en Italie et une maison à Rome. La lex Claudia de 218 av. J.-C. limita les revenus qu’ils pouvaient tirer de l’artisanat, du commerce ou de la banque, ce que n’empêcha pas l’utilisation de prête-noms.
La famille avait pour eux une grande importance ; les alliances par mariage renforçaient ces liens.

### La carrière sénatoriale: un parcours spécifique
Ce qui définit le plus sûrement ce groupe social qu'est l'ordre sénatorial, c’est avant tout la participation à la vie politique et la carrière spécifique suivie par ses membres. Elle comprenait quatre types de charges.
1. Les charges préliminaires (avant les magistratures, qui seront vues au point suivant).
  - membre d’une des quatre commissions qui, au total, comptent d'abord vingt-six puis vingt personnes, à Rome (vigintisexvirat puis vigintivirat). À la sortie du vigintivirat, le service militaire se fait souvent en tant que tribun de la légion.
  - tribun militaire laticlave ou angusticlave, en province pour une durée en général légèrement supérieure à l'année. Cela permet au jeune membre d'une famille sénatoriale de faire son service militaire au sein de l'état-major et du commandement d'une légion.
2. Les magistratures (le cursus honorum proprement dit) : elles sont annuelles, sans réitération immédiates possibles et sont surtout collégiales. On distingue, dans l’ordre ascendant :
  - questeur (finances et justice) ;
  - édile (police, voirie, adduction d'eau et bâtiments publics) ;
  - préteur (commandement des armées, police urbaine, justice de sang), suivi de la propréture ;
  - consul (jusqu'aux dernières décennies de la République, la principale magistrature), parfois à la suite d'un consulat suffect, suivi d'un proconsulat ;
3. Les fonctions intermédiaires créées sous l'Empire : elles sont très nombreuses, aussi nous n’en mentionnerons que quelques-unes, et elles peuvent être exercées à Rome, en Italie ou dans les provinces.
  - Fonctions prétoriennes (c’est-à-dire pour des anciens préteurs). Dans les provinces : légat de légion ; légat d'Auguste propréteur d’une province impériale. À Rome et en Italie : préfet (du trésor) ; curateur (des travaux publics, du Tibre, des égouts de Rome, de routes italiennes).
  - Fonctions consulaires (pour des anciens consuls). Dans les provinces : légat d'Auguste propréteur d’une province impériale à plusieurs légions, proconsul de province sénatoriale. À Rome et en Italie : préfet de Rome
4. Les sacerdoces sénatoriaux de la ville de Rome : flamines, arvales, luperques, saliens, etc.

## L'ordre sénatorial sous l'Empire
Après les purges et les recrutements opérés lors des guerres civiles, Auguste procède à une formalisation de l'ordre sénatorial, et relève le cens nécessaire à un million de sesterces, entre -18 et 13. L'obligation d'être propriétaire terrien en Italie est maintenue, ce qui provoqua un renchérissement du prix des terres agricoles.
L’ordre sénatorial est la classe la plus élevée de la société romaine sous l’Empire romain, un des deux primi ordines avec l'ordre équestre. Parmi ses membres masculins sont choisis les sénateurs, anciens titulaires d’une magistrature du cursus honorum. L’appartenance à l’ordre sénatorial devient héréditaire, puisque les familles sénatoriales font partie de l'ordre.
L'entrée dans l'ordre sénatorial peut être accordée par une autorité supérieure (empereur, etc.) par deux moyens : la collation de laticlave (don de la toge sénatoriale), fait entrer le citoyen dans l'ordre sénatorial, et l’adlectio qui fait du citoyen un sénateur de façon immédiate : l'empereur en use pour remodeler l'ordre à sa guise et contrôler le Sénat.
Les empereurs romains firent plusieurs fois usage de la fonction de censeur pour opérer des renouvellements ou des éliminations au sein du Sénat romain, et se créer ainsi une assemblée docile. En témoigne la présence de plus 48 % de provinciaux au Sénat sous les Antonins.